# Illusion of Gaia
Illusion of Gaia, v Japonsku známá jako Gaia gensóki (japonsky ガイア幻想紀) a v Evropě Illusion of Time, je akční hra na hrdiny pro Super Nintendo Entertainment System vydaná v roce 1993 firmou Enix. V Evropě byla tato hra vydána v roce 1995 firmou Nintendo. Jedná se o druhou hru v sérii Soul Blazer, Illusion of Gaia, Terranigma. Hra byla v Evropě vydána ve čtyřech jazycích: angličtině, francouzštině, španělštině a němčině.

## Hratelnost
Systém hry je podobný sérii her The Legend of Zelda. Postava je vidět v klasickém 2D pohledu shora. Souboje probíhají v reálném čase a může se při nich využívat schopností ostatních vtělení postavy (Freedan, Shadow). Zajímavostí je, že se ve hře nenalézá žádná virtuální měna ani systém vybavení postavy, v průběhu hry se tedy sbírá a nakupuje jen velmi málo předmětů. Hráč získává v průběhu hry bonusy, které vylepšují vlastnosti postavy.

## Příběh
Příběh hry se odehrává na fiktivní verzi Země někdy v průběhu 16. století. Je to doba velkých objevů a mnoho dobrodruhů se toulá po světě s vidinou starých pokladů ukrytých na nejrůznějších místech. Hlavní hrdina Will provází svého otce, známého objevitele, na cestě za tajemstvím Babylonské věže, potom ale ztroskotá loď, na které se plaví. Záhadným způsobem se Willovi podaří vrátit domů, aniž by si pamatoval jak. Co však ví je, že Země je ve velkém nebezpečí a je pouze na něm, aby ji zachránil.

## Postavy
- Will (Freedan, Shadow)

Hlavní herní postava. Chlapec, který přežije ztroskotání lodi, na které doprovází svého otce badatele (archeologa). Freedan (temný rytíř) a Shadow (živá forma energie) jsou jeho další podoby, do kterých se postupem času naučí převtělovat.
- Lance

Willův přítel a spolužák, velký dobrodruh.
- Seth

Pilný žák s problematickým rodinným zázemím.
- Erik

Naivní hoch s velkým srdcem.
- Princezna Kara

Rozmazlený člen královské rodiny na útěku před svými autoritativními rodiči.
- Neil

Vynálezce a zlepšovatel.

## Herní lokace
Ačkoli se jedná převážně o fantasy hru, nachází se zde mnoho lokací inspirovaných skutečnými místy na Zemi.

### Města
- South Cape – domovské město hlavního hrdiny a mnoha dalších dobrodruhů. Známé pro nabídku kvalitních zbraní a přehršel věštců.
- Itory – rodné město Willovy matky.
- Freejia – město květin skrývající nejedno temné tajemství.
- Angel Village – systém jeskyní obývaný potomky Mu.
- Watermia – město postavené na obrovském jezeře. Většina budov jsou ve skutečnosti plovoucí vory.
- Euro – obrovské a bohaté město. Základna obchodní společnosti Rolek, která tvoří základ bohatství města. Tak jako i Freejia skrývá toto město tajemství.
- Native Village – vesnice uprostřed džungle.
- Dao – oáza uprostřed písečné bouře.

### Ruiny
- Larai Cliff (Machu Picchu) – mnoho problémů, které zde musí hráč vyřešit má spojení s hudbou
- Nazca (Obrazce na planině Nazca) – starověká mapa značící konstelaci hvězd
- Sky Garden
- Mu (obdoba Velikonočního ostrova) – obsahuje sochy Moai
- The Great Wall of China (Velká čínská zeď)
- Angkor Wat (obdoba skutečného Angkor Vat)
- The Pyramid (Pyramida)
- Tower of Babel (Babylonská věž)